# Стікні (Південна Дакота)
Стікні (англ. Stickney) — місто (англ. town) в США, в окрузі Орора штату Південна Дакота. Населення — 321 особа (2020).

## Географія
Стікні розташоване за координатами 43°35′21″ пн. ш. 98°26′15″ зх. д. / 43.58917° пн. ш. 98.43750° зх. д. (43.589304, -98.437636).  За даними Бюро перепису населення США в 2010 році місто мало площу 0,70 км², уся площа — суходіл.

## Демографія
Згідно з переписом 2010 року, у місті мешкали 284 особи в 132 домогосподарствах у складі 79 родин. Густота населення становила 408 осіб/км².  Було 152 помешкання (219/км²).
Расовий склад населення:
| - 98,9 % — білих - 1,1 % — азіатів |

До двох чи більше рас належало 0,0 %. Частка іспаномовних становила 0,4 % від усіх жителів.
За віковим діапазоном населення розподілялося таким чином: 23,2 % — особи молодші 18 років, 47,9 % — особи у віці 18—64 років, 28,9 % — особи у віці 65 років та старші. Медіана віку мешканця становила 47,0 року. На 100 осіб жіночої статі у місті припадало 91,9 чоловіків;  на 100 жінок у віці від 18 років та старших — 81,7 чоловіків також старших 18 років.
Середній дохід на одне домашнє господарство  становив 57 748 доларів США (медіана — 41 964), а середній дохід на одну сім'ю — 65 588 доларів (медіана — 54 167). За межею бідності перебувало 12,8 % осіб, у тому числі 37,8 % дітей у віці до 18 років та 8,5 % осіб у віці 65 років та старших.
Цивільне працевлаштоване населення становило 152 особи. Основні галузі зайнятості: освіта, охорона здоров'я та соціальна допомога — 30,9 %, сільське господарство, лісництво, риболовля — 16,4 %, виробництво — 9,2 %, транспорт — 7,9 %.